# Покриття (астрономія)
Покриття́ (в астрономії) — явище, коли небесне тіло затуляє від спостерігача інше небесне тіло, світило.
Покриття є одним із видів затемнення. Термін вживається у тому випадку, коли кутовий діаметр ближчого тіла значно перевищує кутовий діаметр далекого. Здебільшого його застосовують щодо зникнення світил за дисками Місяця, планет (та їх супутників), астероїдів.
Спостереження покриттів дають дуже цінну інформацію, яка дає змогу визначати елементи орбіт небесних тіл та деякі фізичні характеристики.
За даними покриття зір Місяцем можна визначити такі астрофізичні характеристики як кутовий діаметр зорі, а в окремих випадках — розподіл яскравості на її поверхні. Зокрема цим методом до початку 1990-х років було визначено кутові діаметри 150 зір. Спостереження покриттів координує Міжнародна спілка хронометражу покриттів (англ. International Occultations Timing Association — IOTA. З початку 1990-х років минулого сторіччя обчислення ефемерид для спостерігачів усього світу, збір результатів досліджень та їх обробку здійснює Міжнародний центр місячних даних, який розташовано в Японії.
Покриття зір планетами дозволяє отримати інформацію щодо їх розмірів, будови атмосфери тощо. Покриття зорі Ураном (1977) дало змогу виявити кільця цієї планети, а покриття зір Плутоном — його атмосферу.